# Aurel Vlaicu
Pour les articles homonymes, voir Vlaicu.

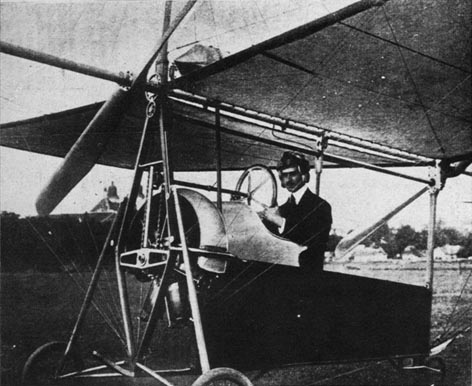
Aurel Vlaicu à bord de son avion Vlaicu II.

Aurel Vlaicu  (né le 19 novembre 1882 à Binținți, près de Geoagiu en Transylvanie et mort le 13 septembre 1913 à Bănești en Roumanie) est un inventeur, ingénieur, constructeur et pilote d'avions roumain, un des pionniers de l'aviation

## Biographie
Il conçoit et construit deux avions monoplans (Vlaicu I en 1910 et Vlaicu II en 1911), avec lesquels il réalise des performances de vol remarquables pour l'époque. Au concours international d'aviation d’Aspern, Vienne (juin 1912), il remporte le premier prix pour avoir lancé un projectile au point de mire et le deuxième prix pour l'atterrissage au point fixe.
Les avions qu'il a construits diffèrent des avions étrangers : le fuselage en forme de flèche, le volet de profondeur monté à l'avant, l'aile au profil variable. Le pilote a ainsi le champ visuel libre dans toutes les directions.
En 1912-1913, il conçoit le Vlaicu III, le premier avion de construction métallique du monde.
Il meurt dans un accident d'avion, à Bănești, près de Câmpina, en Roumanie, le 13 septembre 1913, alors qu'il tente de passer au-dessus des Carpates avec le Vlaicu II.